# Lleó III l'Isàuric

L'Imperi Romà d'Orient, en lila, quan Lleó III va accedir al tron el 717. En verd l'imperi dels omeies.

Lleó III l'Isàuric (en grec: Λεών, Leon) anomenat anteriorment Conó (Κόνων, Kónon), fou emperador romà d'Orient del 718 al 741, fundador de la dinastia isàurica. El tron de l'imperi estava en una situació inestable: el 711 Justinià II havia estat deposat i executat. Una sèrie de regnats breus el van succeir: Filípic (711–713), Anastasi II (713-715) i Teodosi III (715–717), tots tres van arribar al poder a través de cops d'estat impulsats per diferents faccions de l'exèrcit. Una revolta encapçalada per Lleó, l'estrateg del tema dels Anatòlics, amb el suport d'Artabasd, l'estrateg del tema dels Armeníacs, va enderrocar Teodosi i el 25 de març del 717, Lleó fou proclamat emperador.
Lleó III va reeixir a salvar Constantinoble del setge àrab el 717-718, frenant així l'avançament islàmic cap a Europa, igual que Carles Martell faria el 732 a Poitiers; això no obstant a causa de la seva política iconoclasta, el seu mèrit va passar desapercebut pels cronistes de l'època, política que, per altra banda va donar lloc a les posteriors pèrdues territorials italianes que passarien a mans dels reis longobards.

## Ascens al poder
Era nascut a Germanicea (Síria) i fill d'un granger que es va establir a Tràcia. El seu nom original fou Conó (Konon) i de jove va ingressar a l'exèrcit on va arribar al càrrec d'espatari amb Justinià II, i després es va destacar pel seu talent militar.
Anastasi II (713-716) li va donar el comandament suprem a Àsia, que encara exercia quan Teodosi III va deposar Anastasi el gener del 716. El nou emperador el va convidar a reconèixer la nova situació però Lleó el va tractar d'usurpador i es va revoltar al·legant que volia restaurar a Anastasi. Va rebre el suport d'Artabasd, comandant de les legions armènies i d'altres amics que tenia a l'exèrcit. Quan això passava Lleó estava fent front als àrabs que havien assetjat Armorium (Galàcia). Lleó va anar a Capadòcia on la població estava a favor seu, però el seguia de ben a prop el general Muslima, de manera que va desistir d'actuar a la zona i va anar a marxes forçades cap a Constantinoble.
A Nicomèdia fou aturat per les forces sota comandament del fill de Teodosi III, a les quals va derrotar i va fer presoner el príncep; tot seguit va marxar a Constantinoble i Teodosi, sense esperances de poder fer front a les millors tropes de l'imperi, va abdicar (març del 718) i es va retirar a un monestir a Efes (on va viure en pau durant més de 30 anys). Una vegada a Constantinoble Lleó es va fer coronar, i va enviar una expedició per sotmetre l'illa de Rodes que s'havia perdut i el control de la qual fou assegurat el mateix any 718.

## Setge de Constantinoble
Molt pocs dies després de la coronació va aparèixer davant la ciutat una flota del califa Solimà. La capital fou assetjada per tercera vegada pels àrabs. Va ser un llarg setge que va durar dos anys (15 d'agost del 718 al 15 d'agost del 720) i, encara que Solimà va morir al cap de poc, el seu successor Omar va continuar el setge. Els romans d'Orient enviaren foc grec contra els enemics i les muralles resistiren, però a més van demanar suport als búlgars, els quals van acceptar. Tot plegat anava minvant les forces àrabs, que van patir diverses derrotes a la mar; les forces de terra foren derrotades severament en una batalla a començaments de l'agost del 720 (uns 28.000 àrabs van morir) i finalment els musulmans es van retirar, quan ja només restava una part de la seva força inicial i una part important encara fou destruïda per una tempesta de camí cap a Síria i una erupció volcànica a Thera, de manera que només va quedar un terç de la flota.
Durant el temps que havia durat el setge havia nascut un fill de l'emperador i la seva dona Maria, Constantí V, que fou declarat cèsar (719). Cap a aquell temps, les convulsions relacionades amb el setge feren que l'Imperi perdés definitivament el control sobre Sardenya i les illes que en depenien.

## Reorganització territorial
A les províncies s'havia escampat el rumor que la capital havia caigut i que el califa era ara emperador. El governador de Sicília, Sergi, va acceptar aquesta versió i es va proclamar independent a Siracusa, col·locant com a emperador el seu amic Gregori, que va agafar el nom de Tiberi per regnar, amb govern sobre Sicília i Calàbria. Lleó III va enviar a la zona el general Pau (Paulus) amb forces veteranes, que aviat va posar fi a la revolta en aconseguir l'obediència de les mateixes tropes locals que havien donat suport a l'aixecament. Més tard Sergi fou perdonat i amnistiat i va recuperar el govern de Sicília.
Una altra conspiració fou la de l'antic emperador Anastasi II, que aprofitant el setge havia intentat recuperar el tron. La conspiració no fou descoberta fins al 721, i va acabar amb la decapitació d'Anastasi.
Lleó va arribar a la conclusió que les províncies eren massa grans i això afavoria el desgovern, per tant es va establir una nova divisió administrativa per Àsia Menor: els tres temes d'Opsícion, Armènia i Anatòlia van passar a ser quatre en ser creat el dels Cibirreotes, segregat d'Anatòlia. El fet de mantenir intacte Opsícion seria un error, ja que, en temps del regnat del seu fill Constantí, el governador Artabasd, que estava casat amb una filla de Lleó, Anna, va ser prou fort per derrocar l'emperador.
Abans de morir un nou canvi administratiu va tenir lloc al tema d'Anatòlia, que fou dividit en dos: el tema dels Tracesis, que va agafar aquest nom per les forces de Tràcia que hi havia acantonades, i el d'Anatòlia, la part oriental de l'antic tema.

## Activitat legislativa
Durant el període del seu regnat, Lleó va introduir nombroses reformes fiscals, va abolir l'esclavitud i va introduir noves lleis marítimes, no sense rebre moltes crítiques per part de la noblesa i el clergat. Va prohibir el culte amb imatges a través de dos edictes el 726 i el 730. El 726 va promulgar un còdex legal anomenat l'Ecloga («selecció»), una selecció de les normes més importants que regulaven el dret privat penal en vigor.
L'Ecloga, pel que fa al dret romà i en particular al Codi Justinià, va aportar algunes modificacions substancials, entre les quals hi havia una ampliació dels drets de les dones i dels infants, es van posar dificultats per obtenir el divorci, es va prohibir l'avortament i es van introduir mutilacions corporals com a pena per alguns delictes (tallada del nas, de les mans, etc.). Aquesta obra estava pensada per actualitzar el dret romà a la situació de l'època, però també per fer la consulta de lleis més accessible, ja que els llibres de l'època de Justinià tenien un format massa feixuc.

## Política religiosa
L'any 726 Lleó es va declarar obertament contrari al culte a les imatges i va emetre un decret en aquest sentit. Els bisbes iconoclastes l'estaven pressionant i llavors hi va haver un tsunami que Lleó va interpretar com un senyal del disgust de Déu per l'adoració a les imatges, i això el va acabar de convèncer. Es pensa que amb aquesta política Lleó es volia assegurar una certa simpatia dels musulmans i jueus contraris a les imatges en les seves religions. Es va ordenar retirar la pintura de Crist del gran palau, i quan es va intentar la gent es va amotinar i un dels soldats que anava a complir l'ordre va morir; més soldats finalment van retirar la imatge i les manifestacions populars contràries foren reprimides.
L'exèrcit de l'Hélade va enviar una flota a Constantinoble per deposar Lleó i posar al seu tron un general escollit per ells anomenat Cosme. Durant una batalla amb la flota imperial (18 d'abril del 727), la flota rebel fou destruïda pel foc grec i l'usurpador fou condemnat a ser decapitat. Mentrestant a l'Àsia Menor els àrabs van assetjar Nicea però van arribar a expugnar-la, tot i que van prendre un ric botí.
Roma, on l'abolició del culte de les imatges era impensable, es va declarar en contra i va deixar d'enviar el tribut a l'emperador. El papa va aconseguir que l'exarcat de Ravenna es posés a favor seu i es va revoltar en contra de la imposició de la iconoclàstia. L'exarca Pau va morir en la rebel·lió dels contraris a la iconoclàstia que van prendre el poder. Es va formar una aliança entre els longobards, el Papa i les ciutats italianes contra els romans d'Orient.
L'emperador Lleó III llavors va enviar Eutiqui per reprendre el control. Eutiqui va arribar a Nàpols on va ordenar l'assassinat del papa Gregori II però l'atemptat va fallar. Llavors va intentar subornar els longobards cosa en la qual va tenir més èxit. El rei Liutprand va rebre ajut romà per controlar els ducs de Benevent i Spoleto que escapaven de la seva autoritat, a canvi se li demanava donar suport a la destitució del Papa. Però el papa Gregori es va entrevistar amb Liutprand i el va convèncer d'abandonar la seva idea. Tot i així Eutiqui va enviar tropes per combatre la revolta a Ravenna, fet que provocà en la seva marxa el conflicte amb els longobards. Germà patriarca de Constantinoble, Joan Damascè i Joan Crisorroes foren (junt amb el papa Gregori II) els principals caps del partit favorable a les imatges.
La revolta es va estendre a la Grècia Central i el Peloponès, i a les illes Cíclades, i els grecs van atacar Constantinoble per mar, però Lleó els va rebutjar i els va sotmetre. A la mateixa capital Lleó va aconseguir deposar el patriarca Germà i nomenar el seu ajudant, més obert a la iconoclàstia Anastasi (730). El 731 el Papa Gregori III, successor de Gregori II, va reunir un Concili a Roma, on es va condemnar la iconoclàstia.
Cercant d'aprofitar el caos que havia sorgit a l'exarcat de Ravenna a causa de la política iconoclasta de l'emperador, els longobards, comandats per Liutprand, van envair el territori romà conquerint moltes ciutats de l'exarcat i de la pentàpolis.
Lleó a enviar a Itàlia una expedició formada per una poderosa flota, que volia recuperar Ravenna i Roma, però que fou destruïda per una tempesta a la mar Adriàtica sense aconseguir-ho, i llavors el 734 l'emperador va decidir confiscar les propietats de l'església a Itàlia del sud i separar Il·líria de l'autoritat de Roma (va passar a dependre del patriarcat de Constantinoble). Els longobards van ocupar finalment la ciutat de Ravenna el 737. La guerra amb els longobards es va aturar un temps però es va reprendre el 739. El Papa Gregori III havia donat suport als ducs de Spoleto i Benevent contra el rei Liutprand, i ara aquest va envair la Itàlia central, l'exarcat i el ducat de Roma, que foren assolats. El 740 Eutiqui, l'exarca de Ravenna (que no dominava pas aquesta ciutat) va demanar ajut a Venècia, i els venecians van poder recuperar Ravenna per als romans.
El mateix any el Papa va demanar ajut als francs que eren dirigits per Carles Martell. El 741 va pujar al soli pontifici Zacaries I i Liutprand va planejar altre cop reconquerir Ravenna. Zacaries va anar a l'exarcat, va trobar Eutiqui a Rímini, i junts van entrar a Ravenna davant la joia de la població. Després el Papa va seguir cap a la capital dels longobards, Pavia, on va convèncer el rei Liutprand de parar l'expedició contra els romans i retornar els territoris que els havia pres. Pocs anys després, quan Lleó ja no era emperador, el nou rei longobard Aistulf va entrar a Ravenna el 751, i en les lluites que van seguir Eutiqui va morir el 752 i els longobards van quedar amos de tot l'exarcat. El Papa va reclamar el territori i va donar suport als francs per la seva conquesta. Finalment el 756 el franc Pipí va obligar Aistulf a cedir l'Exarcat al Papa Esteve II.

## L'aliança amb els khàzars
El califa Úmar ibn Abd-al-Aziz va reprendre la guerra i el 726 va conquerir Cesarea de Capadòcia i Neocesarea al Pont, però Lleó els va poder fer front amb eficàcia.
El 733, Lleó III va cercar una aliança amb els khàzars en la lluita contra els àrabs (que va durar cent anys) i va casar el seu fill Constantí amb Irene de Khazària, una princesa d'aquesta nació.
Durant tots aquests anys la guerra amb els àrabs va continuar. El califa Hixam va enviar un aventurer que es feia passar per Tiberi, fill de Justinià II, que va entrar a Jerusalem amb les robes i atributs de l'emperador romà, però l'intent no va tenir continuïtat. El 739 el general àrab Solimà va envair territori imperial amb 90.000 homes, dividits en tres cossos: un que va entrar a Capadòcia (que fou assolada); el segon dirigit per Malik i Sad al-Batak, que va arribar fins a Frígia; i el tercer, sota el mateix Solimà, que cobria la retirada dels altres dos. Lleó va reunir tropes i el general Acroní va derrotar el cos que havia anat a Frígia en la batalla d'Akroinos en la qual van morir els seus dos caps. Solimà es va haver de retirar a Síria.

## Els darrers anys
L'octubre del 740 un fort terratrèmol va afectar diverses ciutats de l'imperi i fins i tot a la capital es van ensorrar edificis i Tràcia es va cobrir de runes; la ciutat de Nicea fou destruïda del tot (només s'hi va salvar una església) i Nicomèdia i Prenestos foren seriosament damnades.
L'emperador va morir el 18 de juny del 741 a causa d'una hidropesia i li va succeir el seu fill Constantí V, conegut en la posteritat com a «Coprònim».

## Els cronistes antics i els historiadors actuals
Els cronistes romans d'Orient, de conviccions iconòfiles, van presentar una imatge de Lleó III grotesca, mirant de desacreditar-lo a través de les seves narracions dels fets històrics. Algunes fonts modernes també es van deixar influir per aquella descripció. Edward Gibbon, per exemple, afirmava sobre els orígens de Lleó, que havia estat un rodamón que anava a peu d'una fira a una altra, amb un ruc que portava béns de poc valor i que va ser empès a la iconoclàstia per un hebreu que va conèixer pels camins que li hauria predit la seva elecció com a emperador i que aboliria el culte a les imatges.
Amb la mateixa intenció, Teòfanes el Confessor va escriure que era d'origen isàuric, és a dir, pertanyent a una ètnia de fama ruda i brutal, i narra l'anècdota de les 500 ovelles que Lleó va regalar a l'emperador Justinià II per guanyar el seu favor.
En realitat l'origen isàuric de Lleó III ha estat reconegut coma a un error de Teòfanes el Confessor (o dels seus copistes), actualment està acceptat que era de Germanicia una ciutat de Síria.
El cronista Jordi el Monjo, el va definir amb l'expressió "bèstia salvatge", i explica una anècdota, segons la qual una nit l'emperador en persona hauria calat foc a una escola ecumènica plena de llibres, amb els professors i estudiants a l'interior, per castigar-los per negar-se a acceptar la tesi iconoclasta.
Alguns estudis recents han redimensionat la lluita contra les imatges que es va produir durant el regnat de Lleó III i la seva implicació en el conflicte, amb l'argument que Lleó III no hauria proclamat un edicte sobre qüestions religioses, sinó que es va limitar a promulgar una llei que hauria prohibit prendre partit en assumptes religiosos, obligant a banda i banda (a favor i en contra de les imatges) a guardar silenci a l'espera d'un concili ecumènic. Segons Haldon i Brubaker, no hi ha fonts fiables que demostrin que Lleó III realment va emetre un edicte ordenant la retirada de les imatges sagrades: cosa que semblava negar el testimoni d'un pelegrí occidental que va visitar Constantinoble i Nicea en 727-729 i no va deixar cap anotació als escrits sobre els seus viatges en els escrits en els quals faci esment a cap persecució massiva o eliminació d'imatges. Fins i tot, una carta del patriarca Germà a Tomàs de Claudiòpolis, datada l'any 730 després del suposat edicte, no dona el més mínim indici de persecució imperial. És possible que l'emperador fes treure algunes imatges, probablement les més visibles, però no hi ha evidència que l'eliminació fos sistemàtica; fins i tot les monedes encunyades per l'emperador no donen cap evidència de la iconoclàstia. També sembla estrany que Joan Damascè, en un sermó que data al voltant del 750, que té una llista d'emperadors heretges, no inclogués a Lleó III a la llista, una altra inconsistència que fa posar en dubte l'edicte. Els estudiosos esmentats també han qüestionat si Lleó hauria realment destruït la imatge sobre la porta de la ciutat anomenada Porta de Calce el 726, és a dir, la imatge que representava el rostre de Crist, i la va reemplaçar per una creu, considerant-lo com una falsa història.
Haldon i Brubacker també han posat en dubte la fiabilitat del que diu al Liber Pontificalis i afirmen, com altres erudits del passat, que els disturbis a Itàlia i a Grècia, van ser deguts més aviat a l'augment de la pressió fiscal que a partir d'aquesta presumpta persecució d'iconòduls. Fins i tot la destitució del patriarca Germà podria ser deguda a raons diferents de la seva oposició a la iconoclàstia. També sembla estrany que les fonts àrabs i armènies de l'època que parlen sobre Lleó III no facin un mínim esment a la seva política iconoclasta.